# Eucharidema gorgo
Eucharidema gorgo är en fjärilsart som beskrevs av Louis Beethoven Prout 1916. Eucharidema gorgo ingår i släktet Eucharidema och familjen mätare. Inga underarter finns listade i Catalogue of Life.